# Pierre Roy (homme politique)
Pour les articles homonymes, voir Roy et Pierre Roy.
Pierre Roy, né le 25 juin 1898 à La Chapelle-Palluau (Vendée) où il est mort le 15 juillet 1984, négociant, est un homme politique français, sénateur de la Vendée de 1963 à 1968.

## Carrière
Maire de La Chapelle-Palluau de 1945 à 1971, conseiller général du canton de Palluau, il devient sénateur le 23 janvier 1963 à la suite du décès de Jacques de Maupeou. Il ne se représente pas en 1968.
Comme son prédécesseur, il est inscrit au Groupe des républicains et Indépendants et il siège à la commission des affaires culturelles.

## Distinctions
- Chevalier de la Légion d'honneur
- Officier de l'Ordre national du Mérite